# Siikajärvi (Orivesi)
Siikajärvi är en sjö i Finland. Den ligger i kommunen Orivesi i landskapet Birkaland, i den södra delen av landet, 190 km norr om huvudstaden Helsingfors. Siikajärvi ligger 186,8 meter över havet. Arean är 90,1 hektar och strandlinjen är 12,74 kilometer lång. Sjön  ingår i Kumo älvs huvudavrinningsområde.   I omgivningarna runt Siikajärvi växer i huvudsak barrskog.